# Caitlin McHugh
Caitlin Maureen McHugh (* 13. Mai 1986 in Santa Monica, Kalifornien) ist eine US-amerikanische Schauspielerin und Model.

## Leben
McHugh wurde als Tochter von Leilani McHugh (geb. Empeno) und Timothy McHugh im US-Bundesstaat Kalifornien geboren. Sie besuchte die Flintridge Sacred Heart Academy in La Cañada Flintridge, Kalifornien und schloss sie 2004 ab. Von 2004 bis 2006 studierte sie zeitgenössischen Tanz an der Kunstschule der Universität von North Carolina. Sie ist irischer und philippinischer Abstammung.
McHugh war vom 3. Juni 2011 bis 2014 mit dem Restaurateur Massimo Lusardi verheiratet. Im Februar 2018 heiratete sie den US-amerikanischen Schauspieler John Stamos, im April wurde der gemeinsame Sohn geboren.

## Karriere
McHugh war 2008 und 2009 Covergirl der Zeitschrift Brides Magazine. 2016 war sie in einem Werbespot der internationalen Kosmetikmarke Aussie zu sehen. Außerdem trat sie für Werbung des Zahnpasta-Herstellers Colgate-Palmolive in Erscheinung. 2017 war sie gemeinsam mit Arielle Vandenberg in einem Werbespot für den Buick Encore zu sehen.
Ihr Filmdebüt gab sie als Statist 2007 in dem Film I Am Legend an der Seite von Will Smith. Im selben Jahr war sie im Kurzfilm Passing Trains: A Love Story zu sehen. 2009 spielte sie jeweils eine Nebenrolle in der ersten Episode der Fernsehserien Castle und Kings. 2014 spielte sie die Rolle der Sloan in insgesamt vier Episoden der Fernsehserie Vampire Diaries. Anschließend folgten Besetzungen in Kurzfilmen, einzelnen Episoden US-amerikanischer Fernsehserien und Spielfilmen mit geringem Filmbudget (B-Movies). Für den 2007 erschienenen Kurzfilm Ingenue-ish war sie auch für das Drehbuch zuständig.
Zwischen 2016 und 2019 trat sie sechsmal in der Late-Night-Show Entertainment Tonight auf. 

## Filmografie
- 2007: I Am Legend
- 2007: Passing Trains: A Love Story (Kurzfilm)
- 2008: Blue Blood (Fernsehfilm)
- 2009: Castle (Fernsehserie, Episode 1x01)
- 2009: Kings (Fernsehserie, Episode 1x01)
- 2010–2011: Rescue Me (Fernsehserie, 2 Episoden)
- 2011: Law & Order: Special Victims Unit (Law & Order: New York) (Fernsehserie, Episode 12x22)
- 2012: Alleged (Kurzfilm)
- 2013: Guilty (Fernsehfilm)
- 2014: Vampire Diaries (The Vampire Diaries) (Fernsehserie, 4 Episoden)
- 2015: Switched at Birth (Fernsehserie, Episode 4x09)
- 2015: Tomato Soup
- 2016: Wild for the Night
- 2017: Navy CIS: L.A. (Fernsehserie, Episode 8x19)
- 2017: Random Tropical Paradise
- 2017: Ingenue-ish (Kurzfilm) (auch Drehbuch)